# Juan Fernando Velasco
Juan Fernando Velasco Torres (né le 17 janvier 1972 à Quito) est un musicien, compositeur, chanteur, producteur et homme politique équatorien. Gagnant d'un Emmy et nommé deux fois aux Latin Grammy Awards. Il a été ministre de la Culture et du Patrimoine de l'Équateur sous le gouvernement de Lenín Moreno,.

## Biographie

### Débuts en groupe
Juan Fernando Velasco est né le 17 janvier 1972 à Quito. Il commence sa carrière artistique en 1987 à 15 ans, quand un de ses camarades du lycée, Felipe Jácome, lui propose de faire partie d'un groupe de rock qu'il avait créé avec ses frères : TercerMundo. Il commence à jouer du clavier, puis passe ensuite à la guitare. En sortant du collège, il se lance dans des études d'économie durant quatre semestres à l'université catholique d'Équateur, à Quito.
En 1990, sa famille part s'installer à New York. Juan Fernando étudie la communication durant deux semestres à Manhattanville College. En 1993 nait sa fille Camila. À la fin de la même année, il décide de retourner à Quito pour reprendre la musique et ré intégrer le groupe de rock.

### Carrière solo

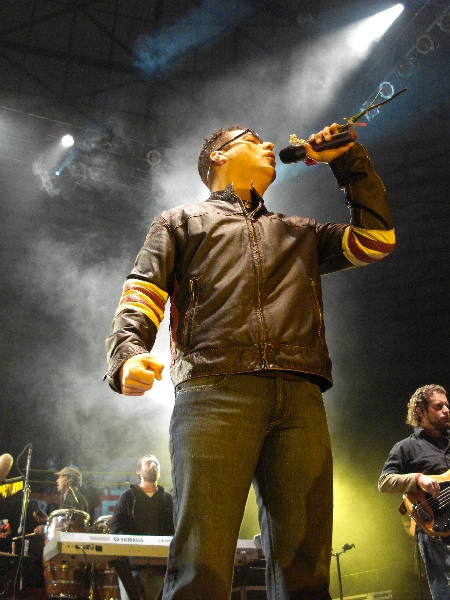
Juan Fernando Velasco en concert, en 2007.

En 1997, il abandonne le groupe et commence à composer ses propres chansons. Certaines d'entre elles deviennent des succès et commencent à être diffusées sur les radios équatoriennes. Son premier album comme artiste solo, Para que no me olvides, est publié en 1999. Il obtient un grand succès dans son pays et devient disque d'or en Équateur et en Colombie.
En 2002, son deuxième album Tanto amor sort, et il comporte les succès Chao Lola, Dicen, Hoy que no estás, Si alguna vez te amé et Salud dans plusieurs pays latino-américains (Équateur, Colombie, Panama, Guatemala et Costa Rica). Il est certifié disque de platine en Colombie et en Équateur. En 2003, il participe à la seconde édition du festival Todas las Voces Todas, qui a lieu à Quito, et est organisé par la Fondation Guayasamín, afin de réunir des fonds pour la construction de la Capilla del Hombre, œuvre du peintre Oswaldo Guayasamín.
En février 2004, il est le premier artiste équatorien à remplir le Coliseo General Rumiñahui avec son propre spectacle. Plus de 16 000 spectateurs sont au rendez-vous. Il répète ce succès la semaine suivante à Guayaquil et à Cuenca[réf. nécessaire]. En 2006, il réalise un concert avec Franco de Vita au Madison Square Garden de New York. en décembre de la même année il réunit plus de 30 000 spectateurs dans un show organisé pour les fêtes de Quito au Parque La Carolina.
En 2007, il publie son troisième album A tu lado. Cette même année, il s'installe à Miami, et réalise une grande tournée au Mexique et aux États-Unis Il est nommé aux Latin Grammy Awards et aux Prix MTV Latinoamérica. En 2008 se réalise la création de la fondation Yo Nací Aquí dont il est un promoteur. Il est invité par Juanes pour participer au concert Paz sin fronteras, avec Miguel Bosé, Juan Luis Guerra, Ricardo Montaner, Alejandro Sanz et  Carlos Vives le 16 mars 2008 sur le pont Simón Bolívar àn Cúcuta, sur la frontière entre la Colombie et le Venezuela.
En 2011, avec les chanteurs Reyli et Noel Schajris, il publie le disque A contratiempo. En 2012, le disque multiplatine Con toda el alma se vend à des centaines de milliers d'exemplaires.
En juin 2015 paraît Misquilla, une compilation de chansons traditionnelles équatoriennes, avec la participation de plusieurs artistes étrangers (José Luis Rodríguez (El Puma), Gilberto Santa Rosa, India Martínez et Samo). Le disque contient des pasillos comme Lamparilla, Esta pena mía, Invernal, Tejedora manabita.

## Distinctions
En 2008, la revue américaine Latina désigne Juan-Fernando comme meilleur chanteur de son pays. En septembre 2010, il est nommé au Grammy Latino dans la catégorie meilleur album folk pour son album Con toda el alma.
Il obtient aussi plusieurs décorations dont les deux plus importantes : l'ordre Vicente Rocafuerte (2004) de l'Équateur pour son mérite artistique, et sa désignation comme ambassadeur de la Paix (2004) par la Plataforma Interamericana de Derechos Humanos.

## Carrière politique
le 28 juin 2019, il est nommé ministre de la Culture et du Patrimoine par le président Lenín Moreno. En août 2020, il est désigné comme pré-candidat (avec Ana María Pesantes) à l'élection présidentielle équatorienne de 2021, pour le mouvement Construye Ecuador.
Le 28 septembre 2020, il démissionne du ministère de la Culture pour poursuivre sa campagne électorale. Il ne remporte que 0,82 % des voix au premier tour.

## Discographie
- 1999 : Para que no me olvides
- 2002 : Tanto amor
- 2005 : Juan Fernando velasco en vivo
- 2007 : A tu lado
- 2010 : Con toda el alma
- 2011 : A contratiempo
- 2015 : Misquilla
- 2022 : POPular